# Zespół Donnai-Barrow
Zespół Donnai-Barrow (zespół twarzowo-oczno-słuchowo-nerkowy, ang. Donnai-Barrow syndrome, faciooculoacousticorenal syndrome, FOARS) – rzadki zespół wad wrodzonych, na którego obraz składają się cechy dysmorficzne twarzy, nieprawidłowości oczne, czuciowo-nerwowa utrata słuchu i białkomocz. Cechy dysmorficzne występujące u pacjentów z FOARS to wydatne brwi, krótki nos, hiperteloryzm, nieprawidłowości oczne obejmują krótkowzroczność, hipoplazję tęczówki i (lub) odwarstwienie siatkówki.
Zespół twarzowo-oczno-słuchowo-nerkowy scharakteryzowali Regenbogen i Coscas w 1985 roku. Zespół przepukliny przeponowej-exomphalos-agenezji ciała modzelowatego-krótkowzroczności-głuchoty czuciowo-nerwowej opisały Dian Donnai i Margaret Barrow w 1993 roku. Obecnie uważa się, że jest to spektrum jednego zespołu wad.